# Саконы (Татарстан)
Саконы — село в Алексеевском районе Республики Татарстан Российской Федерации. Входит в состав Лебяжинского сельского поселения.
Расположено на берегу Куйбышевского водохранилища, в 9 км к северо-востоку от посёлка городского типа Алексеевское.

## История
Известно с 1646 года как деревня Кулабердина. В дореволюционных источниках упоминается также как Архангельское. До реформы 1861 жители относились к категории помещичьих крестьян. Занимались земледелием, разведением скота, кирпичным и штукатурным промыслами, прядением шерсти. В начале XX века здесь функционировали Михаило-Архангельская церковь (построена в 1864-65 годах на месте старой, возведённой в 1700 году; памятник архитектуры), церковно-приходская школа (впервые открыта в 1849 году, повторно — в 1884 году), ветряная мельница, 3 мелочные лавки. До 1920 года село входило в Алексеевскую волость Лаишевского уезда Казанской губернии. С 1920 года в составе Лаишевского, в 1921—1922 годах — Чистопольского кантонов ТАССР. С 10 августа 1930 года — в Алексеевском, с 1 февраля 1963 года — в Чистопольском, с 4 марта 1964 года — в Алексеевском районах.